# Pokpung-ho
Il P'okp'ung-ho o Pokpung-ho (Chosŏn'gŭl: 폭풍호; Hanja: 暴風號) è un carro armato da combattimento nordcoreano sviluppato negli anni novanta. Il carro incorpora le tecnologie tratte da T-62, T-72, Type 88 e Ch'ŏnma-ho. All'estero è conosciuto con il nome M-2002 in quanto il carro ha superato le prove di accettazione il 16 febbraio 2002 (ufficialmente confermate da fonti esterne), anche se il mezzo potrebbe essere in servizio già dal 1992.
Attualmente, da quanto si sa, il P'okp'ung-ho è in servizio solo con la Nord Corea.

## Storia

### Origini
In seguito alla dissoluzione dell'Unione Sovietica, un significativo numero di T-72 venne radiato dal servizio e rottamato per recuperarne il metallo. La Corea del Nord acquistò parte di questi carri rottamati ed ottenne tecnologie sensibili da usare sul P'okp'ung-ho attraverso il reverse engineering. Pyongyang mostrò interesse anche per il T-90 nell'agosto 2001, quando Kim Jong-il durante un suo viaggio in Russia visitò gli impianti Omsktransmash, dove il T-90 veniva prodotto. Tuttavia, in seguito ad un accordo intergovernativo russo-sudcoreano del 1994 per la cessazione di trasferimento di tecnologie belliche, la Corea del Nord non poté acquistare il nuovo carro.
L'esigenza di sviluppare un nuovo carro era emersa in seguito alle scarse prestazioni mostrate in combattimento dalle varianTi export del T-72 durante la guerra del Golfo. Impressionati dalla distruzione dei T-72 iraqeni da parte dei carri occidentali e condizionati dall'entrata in servizio presso la rivale del sud del K1 88, comparabile per prestazioni ai primi modelli di M1 Abrams, i nordcoreani decisero una significativa modernizzazione della propria flotta di carri armati al fine di colmare il gap tra i loro Ch'ŏnma-ho ed i K1 del sud. Tuttavia, la disastrata situazione economica e la mancanza di alcune tecnologie chiave sembra abbiano impedito alla Corea del Nord la produzione di grosse quantità di P'okp'ung-ho prima della fine degli anni duemila.

### Produzione
Il primo P'okp'ung-ho dovrebbe essere stato prodotto nel 1992 presso gli stabilimenti della Ryu Kyong-su Tank Factory, localizzati a Sinhung (Hamgyŏng Meridionale). Le prestazioni delle ultime varianti sono state significativamente aumentate. A causa delle limitate capacità dell'industria nazionale, unite al dirottamento delle risorse allocate per il carro verso il programma nucleare, si riteneva, al 2007, che il paese allineasse meno di 250 di questi carri. Tuttavia sembra che la produzione sia ripresa nel 2010; nello stesso anno il P'okp'ung-ho è stato mostrato al pubblico durante la grande parata, come nel 2012 durante esercitazioni militari.

## Tecnica
Le prime immagini ufficiali del P'okp'ung-ho emersero nel 2010 e mostrarono un carro derivato dagli ultimi modelli di Ch'ŏnma-ho, influenzato dal Type 85 cinese e dal T-72. Ovviamente rispetto al predecessore il carro ha una maggiore mobilità, manovrabilità e potenza di fuoco.

### Armamento
L'armamento primario del carro è quasi certamente il 115 mm 2A20 sovietico nei primi esemplari; tuttavia le ultime versioni sembrano equipaggiate con il pezzo da 125 mm 2A46 ad anima liscia, che spara munizioni perforanti prodotte in Nord Corea. L'armamento secondario è basato sulla mitragliatrice pesante antiaerea KPVT da 14,5 mm e su una PKT coassiale in 7,62 mm, oltre che su quattro lanciagranate fumogene su ognui fiancata della torretta. Il carro, a differenza dei precedenti sovietici, non dispone della capacità di lanciare missili anticarro dal cannone.

### Parte veicolare
Nonostante il vano motore e la linea dello scafo ricordi il T-72, lo scafo è essenzialmente una versione pesantemente modificata di quella del T-62, allungato e dotato di una coppia aggiuntiva di ruote. La piastra frontale, fortemente inclinata, è protetta nelle versioni iniziali da piastre di corazzatura aggiuntiva, sostituita negli esemplari successivi da piastre reattive. Sul Pokpung-Ho I la torretta è rinforzata da kit aggiuntivi a forma di cuneo, mentre il Pokpung-Ho II sembra dotato di corazzatura composita simile a quella dei primi modelli export del T-72, con piastre reattive aggiuntive infine sul Pokpung-Ho III. Le gonne paracingoli dovrebbero essere costituite da corazzatura laminare leggera.

### Motore
Nonostante la potenza del motore sia stata ipotizzata maggiore di 1.500 hp, è più probabile che essa si attesti sui 1.000-1.100 hp. È stato riportato che la Nord Corea abbia rifiutato di potenziare il carro sviluppando il motore da 1.250 hp del T-80, giudicandolo non adatto per gli ingaggi tra carri sui terreni montagnosi e stretti della Corea, mentre nelle missioni difensive avrebbe fornito un vantaggio marginale. Nelle missioni offensive, il P'okp'ung-ho può ingaggiare rapidamente il nemico grazie alle già eccellenti doti di velocità ed accelerazione, che sono le basi delle tattiche carriste nordcoreane.

### Sistemi
Il sistema di puntamento del P'okp'ung-ho è relativamente moderno, dotato di un mast meteorologico digitale basato verosimilmente sul valido, anche se datato, sistema di puntamento del carro Chieftain, ceduto illegalmente dall'Iran in cambio di tecnologie nordcoreane. Se il sistema di puntamento è basato su quello del T-72, probabilmente esso incorpora gli organi di mira diurni/notturni PNK-3 o PNK-4, con periscopio 1K13-49 combinato con sistema di guida passivo/attivo However the night sighting system is most likely to be the same with obsolete T-62.. Il carro è dotato anche di sensore infrarosso TPN-3-49 o TPN-4, di telemetro laser e di faro di ricerca, che consentono al mezzo di operare di notte. Nonostante la qualità inferiore di questi equipaggiamenti rispetto alle controparti sudcoreane, il P'okp'ung-ho è considerato una grave minaccia negli ingaggi a breve-media distanza, meno in quelli notturni a lunga distanza.

## Modelli
- Pokpung-Ho I - variante iniziale. Armato con il cannone da 115 mm 2A20 della serie T-62, equipaggiato con armature spaziate e piastre aggiuntive. Mostrato in pubblico per la prima volta nella primavera 2010[8].
- Pokpung-Ho II - variante con armamento e protezione notevolmente migliorati. Equipaggiato con il cannone 125 mm 2A26/46 ad anima liscia, nuova torretta ingrandita in corazzatura composita e piastre reattive sul piastrone frontale. Mostrato in pubblico per la prima volta durante la parata militare del 10 ottobre 2010. Può essere equipaggiato con un MANPADS SA-7[8].
- Pokpung-Ho III - attualmente la variante più avanzata del carro. Basato sulla versione Pokpung-Ho II, il carro è dotato di corazzature reattive addizionali sulla parte frontale della torretta e su quella anteriore del tetto della torretta[8].
- Pokpung-Ho IV -  aggiornamento del Pokpung-Ho I dotato di un lanciatore doppio per due missili anticarro AT-5 Spandrel montati sopra l'armamento principale e di un MANPADS SA-16 sul retro della torretta.

## Utilizzatori
Corea del Nord
- Forze di terra dell'Armata Popolare della Corea - 500?